# Durward Knowles
Pour les articles homonymes, voir Knowles.
Durward Randolph Knowles (né le 2 novembre 1917 à Nassau et mort le 24 février 2018 dans la même ville) est un skipper bahaméen qui a participé à plusieurs reprises aux Jeux olympiques.

## Carrière
Aux Jeux olympiques d'été de 1948, Durward Knowles représente le Royaume-Uni avec Sloane Farrington et finit quatrième. Lors des Jeux olympiques d'été de 1956, sous les couleurs bahaméennes, il remporte la médaille de bronze dans la catégorie Star avec son coéquipier Sloane Farrington. Lors des Jeux olympiques d'été de 1964, cette fois-ci avec Cecil Cooke et dans la même catégorie, il devient champion olympique.
Avec son beau-frère, Percy Knowles, il tenta sans succès d'obtenir une médaille olympique aux Jeux olympiques d'été de 1968, où le duo termina en cinquième place. Il fit un retour aux Jeux olympiques d'été de 1988 après une longue absence, où il fut l'athlète le plus âgé présent aux jeux et le porte-drapeau de l'équipe olympique des Bahamas à la cérémonie d'ouverture des mêmes jeux.
Il reçut en 1989 l'ordre olympique de niveau argent et en 1996, fut fait chevalier.

## Palmarès

### Jeux olympiques
- Jeux olympiques de 1956 à Melbourne, Australie
  -  Médaille de bronze
- Jeux olympiques de 1964 à Tokyo, Japon
  -  Médaille d'or